# Музей Белорусского Полесья
Музей Белорусского Полесья (бел. Музей Беларускага Палесся) — музей в городе Пинск, посвященный истории и культуре Полесья. Один из старейших музеев Беларуси.

## Название
Открыт Полесский музей 1 июля 1926 года. С 1940 года — Пинский областной историко-краеведческий музей, с 1954 года — Пинский краеведческий музей. Согласно решению ЦК КПБ от 1978 года и Министерства культуры БССР от 4 января 1979 года на базе Пинского краеведческого музея создан Белорусский государственный музей социалистического преобразования Полесья. 1 ноября 1990 года переименован в Музей Белорусского Полесья. 

## Описание
В первые годы своего существования музей занимал лишь две комнаты в доме на улице Костюшко, 9. (теперь ул. Ленина, здание не сохранилось)
С 1996 года экспозиция размещается на двух этажах в здании бывшего иезуитского коллегиума XVII века
Постоянная экспозиция состоит из 11 залов: Белорусская живопись 60 - 80-х гг. XX в. Природа Полесья, Русская живопись XIX - нач. XX вв., Портретная живопись XVII - XIX вв., Промыслы и ремесла Полесья, История Пинщины с древних времён до кон. XIX в., Городской быт нач. XX в., Пинщина в годы ВОВ, Галерея партизанской славы.
Одни из самых ярких экспонатов музея:
- деревянный велосипед,
- вислая печать князя Изяслава Ярославовича (Xl в.),
- вилка скандинавского типа,
- Одно из переизданий третьего статута ВКЛ XVII в. на польском языке,
- Туровский саркофаг XII в.

Сейчас художественная коллекция Музея Белорусского Полесья считается второй по значимости в республике, после Национального художественного музея Республики Беларусь. В ней собраны картины, написанные такими известными русскими художниками, как Айвазовский, Шишкин, Пэн, Васнецов, Перов, Боголюбов и другие.